# José Luis Sinisterra
José Luis Sinisterra Castillo (Buenaventura, 23 luglio 1998) è un calciatore colombiano, attaccante dell'Oakland Roots.

## Caratteristiche tecniche
È un'ala sinistra.

## Carriera
Cresciuto nelle giovanili del Lanús, nel 2016 viene acquistato dal Real Valladolid, che lo aggrega alla sua seconda squadra. Esordisce il 18 settembre seguente in occasione del match di Segunda División B perso 3-0 contro il Guijuelo.
Rimasto svincolato nel novembre 2017, a gennaio dell'anno successivo fa ritorno al Lanús.